# Cosimo Rizzotto
Cosimo Rizzotto (Cologna Veneta, 26 giugno 1893 – Milano, 18 febbraio 1963) è stato un aviatore italiano, Asso accreditato di sei abbattimenti durante la prima guerra mondiale.

## Biografia
Cosimo Rizzotto nacque il 26 giugno 1893 a Cologna Veneta, e fu arruolato nel Regio Esercito come soldato semplice nel settembre 1913, assegnato al Battaglione Aviatori, probabilmente per sua conoscenza della meccanica. Il 24 maggio 1915, giorno dell'entrata in guerra del regno d'Italia, fu destinato a seguire il corso di pilotaggio sul campo d'aviazione di San Giusto, nei pressi di Pisa. Il 19 settembre venne trasferito sul campo di istruzione della Malpensa, dove conseguì il brevetto di pilota il 1º gennaio 1916. Promosso caporale il 31 dicembre, fu destinato a seguire il corso di addestramento all'uso di velivoli Nieuport a Cascina Costa. Il 30 marzo partì per la Francia per addestrarsi al pilotaggio dei nuovi caccia, ritornando in Italia esattamente due mesi dopo, assegnato alla 77ª Squadriglia Aeroplani, costituita il 18 giugno 1916 sul campo di Istrana. L'unità fu inizialmente dotata dei Nieuport Ni.10, per passare quasi subito al più moderno Nieuport Ni.11. Il 31 luglio fu promosso al grado di sergente, prendendo parte all'intensa attività della Squadriglia, che nel corso dell'estate si trasferita a Cascina Farello.
Il 28 febbraio 1917 conseguì la sua prima vittoria abbattendo un aereo nemico il quale, dal cielo di Monfalcone, precipitava a quota 40, nei pressi di Redipuglia. Si trattava di un Hansa-Brandenburg C.I (matricola 27.60) appartenente alla Flik 34, successivamente distrutto al suolo dal fuoco dell'artiglieria italiana. Nel mese di marzo la 77ª Squadriglia si trasferì ad Aiello del Friuli, sempre nel settore della 3ª Armata, ricevendo i suoi primi caccia SPAD VII. Nella sera del 7 luglio conseguì la seconda vittoria sul Monte Stol in collaborazione con il tenente Giulio Sambonet. Il velivolo nemico precipitò in fiamme nei pressi di Castagnevizza. 
Il giorno 11 dello stesso mese conseguì la terza vittoria su Voissizza, ed il 29 settembre 1917 la quarta quando un aereo da ricognizione austriaco fu attaccato sull'Isonzo da uno SPAD VII pilotato dal tenente Giovanni Sabelli della 91ª Squadriglia. All'azione si unirono i piloti di altri SPAD, ed egli conseguì la vittoria abbattendo l'Hansa-Brandenburg C.I (matricola 329.16) appartenente alla Flik 28, che precipitò nei pressi del lago di Pietrarossa. Dopo lo sfondamento di Caporetto, la sua squadriglia abbandonò il campo d'aviazione di Aiello del Friuli, ritirandosi dapprima alla Comina, poi al campo di aviazione di Arcade ed infine attestandosi a Marcon. Intanto il 6 novembre conseguì la quinta vittoria abbattendo il Brandenburg C.I (matricola 229.24) della Flik 12 a San Michele di Conegliano. Nei primi mesi del 1918 fu insignito della Medaglia d'argento al valor militare, e nel mese di maggio rifiutò l'invito rivoltogli dall'ingegnere Alessandro Marchetti a collaudare un nuovo tipo di caccia, il Vickers Terni MVT. Conseguì la sua sesta vittoria durante l'ultima offensiva austro-ungarica scatenata nel giugno del 1918, abbattendo un aereo nemico il 15 giugno su Grassaga. Il 19 settembre fu trasferito all'Ispettorato Squadriglie da Caccia a Padova, dove rimase fino al termine delle ostilità. Nel 1919 ricevette una seconda Medaglia d'argento al valor militare
Smobilitato e congedato nel settembre dello stesso anno, emigrò in Argentina dove nel 1920 iniziò a lavorare come istruttore presso l'Escuela Italo-Argentina de Aviacion di Castelar.
Nell'agosto 1922 il governo del Paraguay, alle prese con l'insurrezione di un gruppo di ufficiali, richiese i servizi dei piloti della scuola italiana di Castenar. Al suo arrivo nel paese sudamericano con un Breguet XIV biposto, egli eseguì numerose missione di ricognizione e bombardamento contro le posizioni tenute dai ribelli. Il 25 agosto, durante una missione di ricognizione, si ruppe l'elica del Breguet e il suo motore andò a fuoco. Riuscì a compiere un atterraggio di emergenza, ma l'aereo rimase distrutto, ed allora lasciò il Paraguay per ritornare in Argentina, dove rimase fino al 1923 in qualità di istruttore presso la Escuela di Castelar. Nel 1926 diresse la costruzione di una azienda agricola italiana per veterani di guerra a Salto, in Uruguay, trasferendosi successivamente in Brasile come vicedirettore di una società agricola.
Ritornato in Italia nel 1935 fu richiamato in servizio dalla Regia Aeronautica in vista dell'invasione dell'Etiopia. Due mesi dopo fu ricollocato in congedo, e si dedicò alla costituzione di un Museo dell'Aeronautica che doveva sorgere a Milano per volontà del Duce. Nel 1936 fu richiamato in servizio attivo con mansioni di governo, e inviato in Africa Orientale Italiana. Al suo arrivo a Mogadiscio, in Somalia, le ostilità si erano concluse. Rimase nella città somala un anno, trasferito poi sull'aeroporto di Dire Dawa, per essere congedato nel 1937. Ottenuta la concessione di un vasto appezzamento di terreno vergine nella regione sudorientale degli Arussi, si stabilì in Africa costruendo una fattoria in cui investì tutti i suoi risparmi. Con l'entrata in guerra del Regno d'Italia, il 10 giugno 1940, fu richiamato in servizio attivo. Nell'aprile 1941 si trovava presso la sua fattoria ad organizzarne la difesa contro gli attacchi dei ribelli etiopi, ma l'11 dello stesso mese fu preso prigioniero dalle truppe inglesi, rimanendo recluso in campo di concentramento in Kenya per cinque anni. Ritornato in Italia nel 1946, trovò ricevette un impiego presso l'amministrazione comunale di Milano. Andato in pensione nel 1958 si spense a Milano il 18 febbraio 1963.

### Annotazioni
1. ↑  Tale conoscenza è attestata nel suo foglio matricolare.
2. ↑  Tale velivolo è conosciuto in Italia anche come o Nieuport 80 HP.
3. ↑  Eseguì nove missioni caccia prive di rilievo in agosto, 15 in settembre, 21 in ottobre e 31 in novembre, otto in dicembre quando ebbe il suo primo incontro con il nemico, sette in gennaio e 22 in febbraio, tutte senza esito.
4. ↑  L'equipaggio era composto dal Korporal Alfons Langer e dall'Oblt. Ludwig Ruppenthal.
5. ↑  Nel corso dell'estate del 1917 la dotazione della squadriglia comprendeva un misto di Nieuport Ni.11, Ni.17 e SPAD VII.
6. ↑  Alcuni dei pezzi dell'aereo austroungarico, riportanti la matricola 112.2, furono recuperati a Quota 219, nel settore tenuto dalla 14ª Divisione. Tale matricola apparteneva ad un Lohner C.II, tipo d'aereo mai usato sul fronte italiano.
7. ↑  Entrambi gli aviatori austro-ungarici, lo zugsführer Andreas Kreidl e il leutnant Erich von Luerzer, perirono nell'impatto.
8. ↑  La vittoria venne omologata sia a Sabelli che a Rizzotto e negata a Giuliano Parvis.
9. ↑  In collaborazione con il sergente Alvaro Leonardi della 80ª Squadriglia.
10. ↑  Il pilota Zugführer Josef Failer venne fatto prigioniero, mentre l'osservatore leutnant Othmar Scwarrtzembach decedette per le ferite riportate.
11. ↑  Tale velivolo fu invece collaudato dal sergente Elia Antonio Liut.
12. ↑  Durante il corso della guerra, aveva effettuato quasi 500 ore di volo in missioni operative, effettuando oltre 350 missioni, e abbattendo sei aerei nemici.
13. ↑  Conferitagli per l'abbattimento di cinque aerei nemici da luglio a novembre 1917.
14. ↑  Il primo ad accettare fu Nicola Bò, che trasferì in Paraguay uno SPAD S.XX, due SAML e tre Ansaldo SVA.5.
15. ↑  In Brasile svolse anche la carica di console presso l'Ambasciata d'Italia.
16. ↑  In quanto veterano di guerra e profugo dall'Africa.

### Fonti
1. 1 2 3 4 5 6 7 8 9 10  Varriale 2009, p. 88.
2. ↑  http://www.theaerodrome.com/aces/italy/rizzotto.php Retrieved 1 April 2010.
3. 1 2 3 4 5 6  Franks, Guest, Varriale 2009, pp. 157-158.
4. 1 2 3 4  Franks 2000, p. 79.
5. 1 2 3 4 5 6 7 8 9  Varriale 2009, p. 89.
6. ↑  Varriale 2009, p. 43.